# AZ Picerno 2019-2020
Questa voce raccoglie le informazioni riguardanti l'AZ Picerno nelle competizioni ufficiali della stagione 2019-2020.

## Stagione
Nella stagione 2019-2020 il Picerno allenato da Domenico Giacomarro disputa il girone C del suo primo campionato di Serie C, un campionato molto particolare per due motivi, il primo è un campionato non concluso, delle 38 partite previste ne sono state disputate 30, poi a metà febbraio 2020 è stato sospeso per l'acuirsi della pandemia da Covid-19 che non ha risparmiato nemmeno il collaudato mondo del calcio. Il Consiglio Federale del 20 giugno 2020 omologa i risultati conseguiti alla 30ª giornata. Il secondo motivo particolare è che il Picerno con 32 punti raccolti in 30 gare sarebbe sedicesimo sul campo, disputa e vince a fine giugno 2020 il doppio Play-out con il Rende, mantenendo così la categoria, mentre la Reggina con 69 punti vince il campionato e sale in Serie B. A torneo concluso il Picerno viene però declassato all'ultimo posto della classifica per un illecito sportivo, consumato nel maggio 2019 contro il Bitonto, in una delle ultime partite dello scorso campionato di Serie D, con conseguente ritorno in Serie D della squadra rossoblù. Il Picerno ha giocato le partite interne nello Stadio Alfredo Viviani del capoluogo Potenza, uno Stadio più capiente e omologato per gare di Serie C.

## Organigramma societario
Area direttiva
- Presidente onorario: Donato Curcio
- Amminist. unico: Vincenzo Mitro
- Segretario generale: Vincenzo Greco
- Segretario sportivo: Maurizio Calabrese
- Direttore sportivo: Giuseppe De Filippis

Area tecnica
- Allenatore: Domenico Giacomarro
- Vice allenatore: Nicola Tramutola
- Responsab. atletico: Pasquale Sepe
- Preparatore portieri: Leonardo Pellegrino
- Staff tecnico: Felice Rangone

Area sanitaria
- Responsab. sanitario: dott. Michele Canadeo
- Staff sanitario: dott. Gerardo Bellettieri
- Staff sanitario: dott. Antonio Marsico
- Staff sanitario: dott. Lorenzo Pucillo
- Staff sanitario: dott. Carmine Triggiano

## Sessione invernale(dal 2 gennaio al 31 gennaio)
| Acquisti | Acquisti        | Acquisti     | Acquisti |
| R.       | Nome            | da           | Modalità |
| -------- | --------------- | ------------ | -------- |
| D        | Giusto Pirola   | Renate       | prestito |
| C        | Marco Montagno  | Siracusa     | prestito |
| A        | Giacomo Cecconi | Pro Vercelli | prestito |

| Cessioni | Cessioni          | Cessioni       | Cessioni |
| R.       | Nome              | a              | Modalità |
| -------- | ----------------- | -------------- | -------- |
| D        | Nebil Caidi       | Ravenna        | gratuito |
| A        | Aboubacar Langone | Fidelis Andria | prestito |
| D        | Michele Spinelli  | Lanusei        | -        |
| A        | Boubacarr Samobou | Fidelis Andria | prestito |

### Rosa
| N. |                           | Ruolo | Calciatore                    |
| -- | ------------------------- | ----- | ----------------------------- |
| 1  | Italia (bandiera)         | P     | Antonino Fusco                |
| 2  | Italia (bandiera)         | D     | Edoardo Soldati               |
| 3  | Italia (bandiera)         | D     | Emilio Vanacore               |
| 4  | Italia (bandiera)         | D     | Francesco Fontana             |
| 5  | Italia (bandiera)         | C     | Francesco Pitarresi           |
| 6  | Italia (bandiera)         | D     | Francesco Bertolo             |
| 8  | Costa d'Avorio (bandiera) | C     | Soumahoro Aboubacar Langone   |
| 9  | Italia (bandiera)         | A     | Emanuele Santaniello          |
| 10 | Ucraina (bandiera)        | C     | Tanasij Kosovan               |
| 11 | Italia (bandiera)         | A     | Emmanuele Esposito (capitano) |
| 12 | Italia (bandiera)         | P     | Pietro Cavagnaro              |
| 13 | Italia (bandiera)         | D     | Nebil Caidi                   |
| 14 | Italia (bandiera)         | A     | Domenico Ruggieri             |
| 15 | Italia (bandiera)         | D     | Filippo Lorenzini             |

| N. |                    | Ruolo | Calciatore         |
| -- | ------------------ | ----- | ------------------ |
| 16 | Italia (bandiera)  | C     | Alessio Donnarumma |
| 17 | Italia (bandiera)  | A     | Umberto Nappello   |
| 18 | Gambia (bandiera)  | C     | Boubacarr Sambou   |
| 19 | Italia (bandiera)  | A     | Claudio Sparacello |
| 20 | Italia (bandiera)  | A     | Antonio Calabrese  |
| 21 | Italia (bandiera)  | A     | Biagio Filogamo    |
| 22 | Italia (bandiera)  | P     | Pasquale Pane      |
| 23 | Italia (bandiera)  | C     | Matteo Calamai     |
| 24 | Italia (bandiera)  | D     | Lorenzo Melli      |
| 25 | Italia (bandiera)  | D     | Walter Guerra      |
| 26 | Italia (bandiera)  | A     | Giacomo Cecconi    |
| 27 | Croazia (bandiera) | C     | Mario Vrdoljak     |
| 28 | Italia (bandiera)  | D     | Amilcare Fiumara   |
| 29 | Italia (bandiera)  | A     | Marco Montagno     |

## Risultati

### Serie C - girone C

#### Girone d'andata
| Arbitro: | Zucchetti (Siena) |

|            |           |              |
| Matino 85’ | Marcatori | 39’ Vanacore |

| Arbitro: | Marotta (Sapri) |

|                         |           |              |
| Kosovan 49’ Bertolo 74’ | Marcatori | 77’ De Paoli |

| Arbitro: | Frascaro (Firenze) |

|              |           |                           |
| Tounkara 57’ | Marcatori | 25’ Caidi 31’ Santaniello |

| Arbitro: | Tremolada (Monza) |

|                                  |           |                                              |
| Santaniello 25’ Sparacello 90+1’ | Marcatori | 5’ Charpentier 16’ Parisi 50’ Di Paolantonio |

| Arbitro: | Cosso (Reggio Calabria) |

|                 |           |                 |
| Santaniello 85’ | Marcatori | 32’ L. Castaldo |

| Arbitro: | Galipò (Firenze) |

|                                         |           |              |
| Prezioso 4’ Allegretti 13’ Emmausso 61’ | Marcatori | 80’ Nappello |

| Arbitro: | Cudini (Fermo) |

|  |           |            |
|  | Marcatori | 44’ Simeri |

| Arbitro: | Ricci (Firenze) |

|                  |           |                              |
| A. Gatto 9’, 42’ | Marcatori | 25’ Nappello 63’ Santaniello |

| Arbitro: | Monaldi (Macerata) |

|               |           |  |
| Mazzarani 47’ | Marcatori |  |

| Potenza 19 ottobre 2019, ore 15:00 CEST 10 giornata | AZ Picerno                         | 0 – 0 | Virtus Francavilla | Stadio Alfredo Viviani\| Arbitro: \| Carrione (Castellammare di Stabia) \| |
| Arbitro:                                            | Carrione (Castellammare di Stabia) |       |                    |                                                                            |

| Arbitro: | G. Miele (Nola) |

|                                          |           |                 |
| Denis 42’, 53’ Rolando 45+1’ Corazza 47’ | Marcatori | 32’ Santaniello |

| Arbitro: | Costanza (Agrigento) |

|                                     |           |  |
| W. Guerra 5’ E. Esposito 37’ (rig.) | Marcatori |  |

| Arbitro: | Di Graci (Como) |

|                     |           |               |
| A. Ferrante 7’, 72’ | Marcatori | 30’ Pitarresi |

| Arbitro: | Giaccaglia (Jesi) |

|                                             |           |              |
| E. Esposito 41’ (rig.), 50’ Santaniello 82’ | Marcatori | 76’ Magnaghi |

| Arbitro: | Virgilio (Trapani) |

|          |           |  |
| Nossa 11 | Marcatori |  |

| Arbitro: | Repace (Perugia) |

|                 |           |              |
| Santaniello 12’ | Marcatori | 80’ De Rossi |

| Arbitro: | Longo (Paola) |

|  |           |                        |
|  | Marcatori | 90+3’ (aut.) Pitarresi |

| Arbitro: | Zufferli (Udine) |

|  |           |           |
|  | Marcatori | 44’ Fella |

| Arbitro: | Panettella (Bari) |

|                  |           |  |
| Martinelli 90+1’ | Marcatori |  |

#### Girone di ritorno
| Arbitro: | Luciani (Roma) |

|                                              |           |              |
| Zaffagnini 26’ Pitarresi 67’ Santaniello 74’ | Marcatori | 48’ Russotto |

| Arbitro: | Emmanuele (Pisa) |

|  |           |                        |
|  | Marcatori | 56’ (rig.) Santaniello |

| Arbitro: | G. Miele (Nola) |

|  |           |              |
|  | Marcatori | 51’ Tounkara |

| Arbitro: | Angelucci (Foligno) |

|               |           |             |
| Micovschi 42’ | Marcatori | 49’ Kosovan |

| Arbitro: | Carella (Bari) |

|               |           |               |
| Tascone 90+4’ | Marcatori | 90+2’ Kosovan |

| Potenza 9 febbraio 2020 25ª giornata | AZ Picerno         | 0 – 0 | Vibonese | Stadio Alfredo Viviani\| Arbitro: \| Nicolini (Brescia) \| |
| Arbitro:                             | Nicolini (Brescia) |       |          |                                                            |

| Arbitro: | Di Graci (Como) |

|                                      |           |  |
| Laribi 10’ Antenucci 31’ Scavone 82’ | Marcatori |  |

| Arbitro: | Moriconi (Roma) |

|                 |           |  |
| Santaniello 63’ | Marcatori |  |

| Arbitro: | Maranesi (Ciampino) |

|                 |           |                                  |
| Santaniello 18’ | Marcatori | 37’ (rig.), 41’ (rig.) A. Curcio |

| Arbitro: | Cascone (Nocera Inferiore) |

|           |           |                                      |
| Perez 12’ | Marcatori | 44’ W. Guerra 49’ (rig.) E. Esposito |

| Arbitro: | De Santis (Lecce) |

|  |           |                       |
|  | Marcatori | 5’ Paolucci 87’ Sarao |

### Play-out
| Arbitro: | Carella (Bari) |

|            |           |  |
| Loviso 51’ | Marcatori |  |

| Arbitro: | D'Ascanio (Ancona) |

|                                                 |           |  |
| Origlio 2’ (aut.) E. Esposito 23’ Pitarresi 55’ | Marcatori |  |

### Coppa Italia di Serie C
| Arbitro: | Cavaliere (Paola) |

|  |           |                       |
|  | Marcatori | 59’ Gatto 88’ Montero |

| Arbitro: | Repace (Perugia) |

|              |           |              |
| Manicone 75’ | Marcatori | 70’ Nappello |